# Buenavista, Santiago Tilantongo
Buenavista är en ort i Mexiko.   Den ligger i kommunen Santiago Tilantongo och delstaten Oaxaca, i den sydöstra delen av landet, 300 km sydost om huvudstaden Mexico City. Buenavista ligger 2 388 meter över havet och antalet invånare är 117.
Terrängen runt Buenavista är huvudsakligen kuperad, men västerut är den bergig. Terrängen runt Buenavista sluttar österut. Runt Buenavista är det ganska glesbefolkat, med 24 invånare per kvadratkilometer. Närmaste större samhälle är San Pedro Tidaá, 4,5 km nordväst om Buenavista. Trakten runt Buenavista består i huvudsak av gräsmarker.